# Byrsonima sericea
Byrsonima sericea là một loài thực vật có hoa trong họ Malpighiaceae. Loài này được DC. mô tả khoa học đầu tiên năm 1824.